# 아세톡시기

아세톡시기(파란색으로 강조됨)의 구조

아세톡시기(영어: acetoxy group)는 구조가 CH3-C(=O)-O-인 화학 작용기이다. AcO 또는 OAc로 약칭되며, IUPAC 우선명은  아세틸옥시기(영어: acetyloxy group)이다. 아세틸기 CH3-C(=O)-와 달리 추가적인 산소 원자가 1개 더 존재한다. 아세톡시(acetoxy)라는 이름은 아세틸옥시(acetyl-oxy)의 축약형이다.

## 기능
아세톡시기는 합성 경로에서 알코올 작용기에 대한 보호기로 사용될 수 있지만, 보호기 자체는 아세틸기로 불린다.

### 알코올 보호
알코올로부터 분자에 아세톡시 기능을 도입하는 몇 가지 옵션들이 있다(실제로 아세틸화에 의해 알코올을 보호함).
- 트라이에틸아민과 같은 염기의 존재 하에 염화 아세틸과 같은 할로젠화 아세틸.
- N-하이드록시석신이미드 에스터와 같은 아세트산의 활성 에스터 형태이지만, 높은 비용과 어려움으로 인해 권장되지는 않는다.
- 약간의 4-다이메틸아미노피리딘(DMAP)이 첨가된 피리딘과 같은 촉매와 함께 염기의 존재 하의 아세트산 무수물.

알코올은 특별히 강력한 친핵체가 아니며, 아민과 같은 더 강력한 친핵체가 존재하는 경우 알코올보다 앞서 언급한 시약과 반응한다.

### 알코올 탈보호
탈보호용 (알코올의 재생)
- 수성 염기 (pH >9)
- 수성 산 (pH <2), 가열해야 할 수 있음.
- 메탄올의 나트륨 메톡사이드와 같은 무수 염기. 카복실산의 메틸 에스터가 분자에 존재할 때 수성 염기처럼 가수분해되지 않기 때문에 매우 유용하다. 에틸 에스터가 포함된 에탄올의 에톡사이드에서도 마찬가지이다.

## 같이 보기
- 아세틸기
- 아세틸화